# IWI Arad
ARAD es un fusil de asalto modular diseñado por Israel Weapon Industries (IWI) en 2019, llamado así por la ciudad israelí de Arad. Está destinado principalmente a la exportación y no busca reemplazar al IWI Tavor X95, actualmente en servicio en las Fuerzas de Defensa de Israel. Sin embargo, fue adoptado por la unidad antiterrorista Yamam tras superar las pruebas realizadas por esta.

## Diseño
El ARAD tiene un diseño modular y ergonómico, visualmente similar al AR-15, pero con un sistema de pistón de gas de carrera corta en lugar del sistema de toma de gases directa. Está disponible en calibres 5,56 × 45 mm OTAN y .300 AAC Blackout, permitiendo un cambio rápido de cañón para diferentes calibres. Sus partes metálicas son resistentes a la corrosión, aptas para ambientes exigentes.

## Variantes

### Arad 5
- Calibres: 5,56 × 45 mm OTAN
- Peso: 2,85–3,07 kg (vacío) según longitud del cañón
- Longitud del cañón: 11,5" (292 mm) y 14,5" (368 mm)
- Paso de estriado: 1:7
- Alcance efectivo: 300–500 metros

### Arad 7
- Calibres: 7,62 × 51 mm OTAN, .300 AAC Blackout o 6,5 mm Creedmoor
- Peso: 4,15–4,55 kg (vacío)
- Longitudes del cañón: 14,5" (368 mm), 16" (406 mm), 18" (457 mm) y 20" (508 mm)
- Paso de estriado: 1:12
- Alcance efectivo: 300–1.000 metros

### Arad 7 DMR
- Calibres: 7,62 × 51 mm OTAN, .300 AAC Blackout o 6,5 mm Creedmoor
- Peso: 4,27–4,46 kg (vacío)
- Cañón: Cambio rápido, forjado en frío, cromado, flotante para precisión, vida útil ~20.000 disparos
- Paso de estriado: 1:10
- Alcance efectivo: 500–1.000 metros

## Usuarios
- : Policía Militar de São Paulo, Río de Janeiro y Espírito Santo.
- : Usado por las Unidades de fuerzas especiales, junto con MARS-H y MARS-L.
- : Fuerzas especiales y Ejército ecuatoriano
- : Unidad antiterrorista Yamam y Policía de Fronteras
- : Ala 17 Raiders junto con Heckler & Koch HK416 y Beretta ARX-160.
- : Grupo de Seguridad Presidencial (358 unidades)
- : Fuerzas Armadas del Perú y Policía Nacional (producción local bajo acuerdo con IWI)